# Puig Vendrell
El Puig Vendrell és una muntanya de 224 metres que es troba al municipi d'Olivella, a la comarca del Garraf.